# 中線鸚竺鯛
中線鸚竺鯛（学名：Ostorhinchus kiensis），又稱中线天竺鲷、中線鸚天竺鯛，为輻鰭魚綱鈎頭魚目天竺鲷科鸚竺鯛屬的一種，俗名开银天竺鲷。

## 分布
本魚分布于西北太平洋區，包括日本、中国、菲律宾、香港、台湾等海域。该物种的模式产地在日本Kii。

## 深度
水深0-50公尺。

## 特徵
本魚體延長而側扁，眼大且大於吻，口大略下位。體上半部為銀褐色，下半部為銀白色，體側中央有一深色縱帶從吻不一直延伸至尾鰭，尾鰭略凹。背鰭硬棘7枚;背鰭軟條9枚;臀鰭硬棘2枚;臀鰭軟條8枚，體長可達8公分。

## 生態
本魚棲息於礁石區，白天躲藏於洞穴中，夜間出來覓食，屬肉食性，以小型無脊椎動物或小魚為食。繁殖期時，雄魚具有口孵習性，卵約7日化成仔魚，由雄魚吐出，具短暫的仔魚飄浮期。

## 經濟利用
不具經濟價值。

## 扩展阅读
維基物種上的相關：中线天竺鲷